# Centrolene lemniscata
Centrolene lemniscata es una especie de anfibio anuro de la familia de las ranas de cristal (Centrolenidae). Esta rana solo se ha encontrado en la cuenca del río Nieva en la vertiente oriental de los Andes centrales en el norte de Perú, entre los 2000 y los 2280 metros de altitud. Habita junto a arroyos en zonas de bosque nublado. Pone sus huevos en hojas junto a los arroyos, y cuando eclosionan los renacuajos caen al agua donde se desarrollarán. Se sabe muy poco de su distribución, ecología y estado de conservación.